# Aeroportul Touho
Aeroportul Touho (IATA: TOU, ICAO: NWWU) este un aeroport din Noua Caledonie, Franța ce deservește zona Touho⁠(d). Aeroportul a fost tranzitat în 2021 de 977 de pasageri. A fost numit după zona deservită.
Situat la o altitudine de 3 m, aeroportul dispune de o singură pistă.